# 신현준 (1992년)
신현준(1992년 6월 15일 ~ )은 대한민국의 축구 선수로 포지션은 공격수다.

## 선수 경력
2015시즌을 앞두고 부천 FC 1995에 번외지명되었다. 2016년 8월 17일 대전 시티즌과의 경기에서 데뷔골을 성공시켰다.